# Protectobots
Los Protectobots son un equipo ficticio de rescate, búsqueda y emergencia integrado por cinco Autobots en la línea de juguetes de los Transformers. Se transforman en vehículos de emergencia y servicio civil, se pueden combinar para conformar al Gestalt "Defensor". Su comtraparte Decepticon pertenece a los Combaticons.

## Transformers 1º Generación

### Miembros de los Protectobots
Los cinco Protectobots son:
- Hot Spot
 Se transforma en un vehículo de bomberos Mitsubishi Fuso. 
 Forma parte del torso del Defensor. 
 Él es un guerrero enérgico y líder que predica con el ejemplo. 
 Él siempre está activo y espera lo mismo de sus tropas. 
 Su lema es "Rust never sleeps and neither do I". ("El herrumbre nunca duerme y yo tampoco") 
 Su voz pertenece a Dan Gilvezan.

- Blades 
 Se transforma en un helicóptero UH-1 Iroquois. 
 Forma el brazo derecho del "Defensor". 
 Él es un "áspero y duro" guerrero que prefiere combate cuerpo a cuerpo con sus enemigos. 
 Él a menudo esta en desacuerdo con los Protectobots más amantes de la paz. 
 Su lema es "War is a dirty game... and I'm a dirty player!" ("La guerra es un juego sucio ... y yo soy un jugador sucio!"). 
 Su voz pertenece a Frank Welker.

- Streetwise
Se transforma en una patrulla policial Nissan 300ZX. 
Forma la pierna izquierda del Defensor. 
Es un agente de la ley que conoce su trabajo. 
Su lema es "You have to know where you are before you know what to do ("Usted tiene que saber dónde se encuentra antes de saber qué hacer.") 
Su voz es la de Peter Cullen.

- Groove 
Se transforma en una motocicleta Honda Goldwing GL1200. 
Forma la pierna derecha del Defensor. 
Es un firme pacifista que odia la violencia de cualquier tipo. 
Su lema es "War is always a problem, never a solution." ("La guerra es siempre un problema, no una solución"). 
Su voz también pertenece a Frank Welker.

- First Aid 
Se transforma en una ambulancia Toyota Hiace. 
Forma el brazo izquierdo del Defensor. 
Él se dedica a ayudar y salvar vidas. 
Él detesta ver a cualquier máquina, tanto viva como inerte, sufrir incluso en lo más mínimo. 
Su lema es "An ounce of maintenance is worth a pound of cure." ("Una onza de mantenimiento vale una libra de cura.") 
 Su voz es de Michael Bell.

### Defensor
Defensor está formado por la combinación de todo el equipo. Él ve a los seres humanos como hijos suyos y pasará su última gota de combustible para su protección. Las partes combinadas extra de Defensor también puede convertirse en un jet que puede ser pilotado por uno de los miembros del equipo.
Su modo combinado en Defensor fue uno de los Transformers combinados ( junto con los Constructicons, Aerialbots, Stunticons, Combaticons , Predacons, Technobots , Terrorcons, Trainbots y Seacons)

### Serie Animada
A diferencia de los Aerialbots, Combaticons, o Stunticons, los Protectobots eran el único equipo combinado de los episodios de pre-película que no le fueron dados una historia de origen. Ellos primero aparecieron en el episodio 'la Venganza de Bruticus,' aunque no se presentaron en gran medida y no se combinan en Defensor hasta el episodio 'B.O.T', donde ellos combatieron a los Combaticons, con Defensor derrotando a Bruticus,la forma combinada de los Combaticons. Cuando Bruticus reapareció (de haber sido reconstruido por Swindle después de que él vendió las partes de sus compañeros). Defensor lo enfrentó otra vez y estuvo a punto de perder cuando la gente cercana usó el robot B.O.T para obligarlos a retirarse.
De manera interesante, ellos eran el único grupo de Autobots que tenían una base fuera del Arca, ellos residían en un edificio convertido en una ciudad cercana. A lo largo de la segunda y tercera temporada, los Protectobots fueron utilizados principalmente para asistir a civiles humanos durante batallas o crisis causada por la guerra entre el Autobots y Decepticons. Sin embargo, ellos a menudo se dedicaban a la batalla, así, tanto en Cybertron y la Tierra, incluso un viaje a la cabeza cortada de Unicron para investigar su reactivación por el fantasma de Starscream.
El Protectobot quién hizo el impacto más grande en la serie era sin una duda su médico, First Aid. Era aparente que él asumió los deberes como el oficial médico principal para los Autobots después de la muerte de Ratchet durante la película. Este condujo a otro aspecto prominente para los Protectobots en el tercer episodio de temporada "La Arma Final", donde el fracaso de First Aid parar detener a Swindle de robar el diente de transformación de Metroplex conduce a su dimisión de los Autobots, dejando a los otros cuatro Protectobots al mando,incluso combatiendo a Menasor en un momento como Defensor con un solo brazo. Finalmente, después de que los Autobots recuperan el diente de Metroplex , Hot Spot convenció a Fisrt Aids de volver, como él era el único quién entendió como instalarlo. Así lo hizo, lo que permite a Metroplex derrotar a Trypticon. Después de esto los Protectobots fueron reunidos nuevamente como un equipo.
Rodimus Prime ordenó al equipo, como Defensor, ser la retaguardia cuando él condujo un equipo a recuperar el cuerpo de Optimus Prime,en las dos partes del final de tercera temporada "El regreso de Optimus Prime." Lamentablemente, una trampa había sido enviada, y Ultra Magnus y los Aerialbots fueron rápidamente infectados por la Plaga de Odio. Los Aerialbots, como Superion, enfrentan a Defensor, y en lugar de desperdiciar energía en una batalla inútil contra sus compañeros, Los Protectobots se retiran, pero con Superion en la búsqueda. Defensor intentó evacuar un puente en una ciudad humana cercana, desesperadamente tratando de mantener alguna distancia de Superion. No tuvieron éxito, Sin embargo, como Superion tuvo éxito en infectar no solo a Defensor, pero lo que le causó la división, momento en el que los Protectobots locos rápidamente comenzaron a luchar entre sí.Ellos fueron curados junto con todos los demás, cuando la resurrección de Optimus Prime desató el poder de la Matriz de los Autobot, terminando con la plaga de una vez para siempre.
Los Protectobots fueron vistos por última vez apoyando a Ultra Magnus en un último esfuerzo para detener a Galvatron en la cuarta temporada. Ellos fallaron y fueron acribillados. Es asumido que ellos fueron restaurados junto con Ultra Magnus cuando la Edad de Oro de Cybertron fue anunciada.